# 不義之戰
《不義之戰》（英語：The Fatal Raid），前稱《辣警霸王花2不義之戰》，是一部於2019年上映的香港電影，為2016年《辣警霸王花》之續集。本集導演由錢國偉改為曾執導電影《起勢搖滾》的李志倫；本集亦保留梁琤、余曉彤及何佩瑜三位在前作有份參演的演員，當中梁琤繼續飾演「Madam方」一角，至於余曉彤及何佩瑜則以全新角色登場。此外，亦新加入譚耀文、唐文龍、林明禎等演員。2019年9月26日于香港上映。本片分別成為《第18屆紐約亞洲電影節》及《第11屆沖繩國際電影節》參展作品。
雖然為《辣警霸王花》之續集，但本作為全新故事，與上一集並無關聯，而且本作的內容比上一集悲劇化很多。另外本作的故事大部分都在澳門發生。

## 故事大綱
20年前譚Sir與Madam方、黑哥及一群突擊隊員展開秘密任務，並與黑幫發生激烈槍戰，最後眾突擊隊員在行動中傷亡，黑哥失蹤。這個秘密任務一直不被澳門及香港警方承認，亦沒有為當年死去的突擊隊員作出賠償，這事令譚Sir及Madam方耿耿於懷，20年來始終帶著遺憾。20年後，譚Sir和Madam方借著保護香港警務處女副處長和4位女警員的機會重回澳門，沒想到等著他們的正是失蹤20年的黑哥和一班武裝份子...

## 演員表

### 領銜主演
| 演员姓名 | 角色名称 | 介绍 |
| 譚耀文   | 譚家明   |      |
| 唐文龍   | 唐瑞黑   |      |
| 梁琤     | Madam方  |      |
| 何佩瑜   | Alma     |      |
| 林明禎   | 梓涵     |      |
| 余曉彤   | Shelia   |      |
| 林琳奇   | 佟瑜     |      |
| 方堯     | 方曉     |      |
| 鄧洢玲   | 靜玲     |      |

### 主演
| 演员姓名 | 角色名称 | 介绍             |
| 呂珊     |          | 香港警務處副處長 |
| 趙善恆   | 李志恆   |                  |
| 袁文傑   | 余Sir    |                  |
| 楊潮凱   | JC       |                  |
| 安俊豪   | 爆珠     |                  |
| 鍾浩賢   | Seven    |                  |
| 吳雲甫   |          |                  |
| 謝可逸   |          |                  |
| 張文傑   | Titan    |                  |

### 特別演出
| 演员姓名 | 角色名称 | 介绍     |
| 楊恭如   | 譚太     |          |
| 小肥     |          | 見習督察 |
| 陳慧敏   |          | 澳門警員 |
| 陸詩韻   |          |          |
| 霍俊邦   |          |          |

## 音樂

### 主題曲
Kolor - 不義之戰
Kolor - 七尺之下

## 獎項及提名
| 年份 | 頒獎典禮             | 獎項         | 名字         | 結果 |
| ---- | -------------------- | ------------ | ------------ | ---- |
| 2019 | 第18屆紐約亞洲電影節 | 觀眾票選大獎 | 《不義之戰》 | 提名 |

## 外部連結
- 香港影庫上《不義之戰》的資料（繁體中文）
- 豆瓣电影上《不義之戰》的資料 （简体中文）
- 时光网上《不義之戰》的資料（简体中文）
- 互联网电影数据库（IMDb）上《不義之戰》的资料（英文）